# Медау Су Краму (Каљари)
Медау Су Краму је насеље у Италији у округу Каљари, региону Сардинија.
Према процени из 2011. у насељу је живело 290 становника. Насеље се налази на надморској висини од 1 м.